# Commando 9mm
Commando 9mm és un grup de punk rock de Madrid format el 1984 a partir de membres dels grups Larsen (El Mosca i El Pollo, bateria i guitarra respectivament) i de La UVI (Manolo, veu i baix). Al llarg de la seua trajectòria intermitent com a grup va comptar amb nombrosos canvis de formació.

## Discografia
- Odio en Sudamérica/Johnny coge el subfusil (1985, senzill amb motiu del tercer premi del VIII Trofeo Villa de Madrid)[4]
- Amor frenopático (Fonomusic, 1986)
- Únete al Commando (Fonomusic, 1987)
- Comando (Columbia Records, 1990)
- Camino hacia la ruína (Revelde Discos, 2000, recull els tres primers LP i tres temes extra)
- Dios salve a los taraos (Revelde Discos, 2001)
- La gran estafa (Potencial Hardcore, 2003, directe a la Sala El Sol de Madrid)